# Вонг, Джеймс (учёный)
Джеймс Вонг (англ. James C. Wang, кит. трад. 王倬, пиньинь Wáng Zhuō; род. 18 ноября 1936, Цзянсу, Китайская Республика) — американский учёный китайского происхождения. Первооткрыватель топоизомеразы. Работал в Гарвардском университете, Кембридж (штат Массачусетс, США). Избран членом Академии наук Тайваня (1982) и США (1986).
Родился в Китае. После китайско-японской войны в 1949 году семья переехала на Тайвань. Получил степень бакалавра в 1959 году в Национальном университете Тайваня, где работал как ассистент до 1960 года. Получил степень магистра в Университете Южной Дакоты в 1961 году и степень доктора философии в Университете Миссури в 1964 году.
Во время работы в Калифорнийском университете изучал суперспирализацию ДНК. Впервые открыл фермент (первоначальное название — протеин ω), релаксирующий суперспирализованную ДНК. Сообщение об открытии было опубликовано в 1971 году.
В 1977 году получил работу в Гарвардском университете. Автор множества публикаций по топоизомеразам, топологии ДНК, использованию топоизомераз в антираковой терапии. Вышел на пенсию в 2006 году.